# Lonchocarpus monilis
Lonchocarpus monilis là một loài thực vật có hoa trong họ Đậu. Loài này được (L.) A.M.G.Azevedo miêu tả khoa học đầu tiên.